# Dampflokomotiven der Sjællandske Jernbaneselskab
Die Tabelle enthält die Dampflokomotiven, die von der Sjællandske Jernbaneselskab und der ab 1880 De Sjællandske Statsbaner genannten Gesellschaft in Dänemark beschafft wurden. Die Änderung des Gesellschaftsnamens wurde vorgenommen, nachdem der dänische Staat endgültig beschlossen hatte, dass das Unternehmen in staatlicher Hand bleiben solle. Die Ausbaumaßnahmen des Schienennetzes wurden unter der staatlichen Gesellschaft fortgesetzt. Diese und die Jysk-Fyenske Jernbaner blieben unter staatlicher Regie mit eigenen Organisationen bis zur endgültigen Verschmelzung der maschinentechnische Abteilungen zur Danske Statsbaner 1892.

## Erläuterungen
Nahezu alle Lokomotiven der Gesellschaft erhielten in der Zeit von 1847 bis 1885 bei der Beschaffung Namen und wurden anfangs als Einzelstücke behandelt. Baureihen wurden erstmals 1871 eingeführt, wobei diese in der Anfangszeit nach dem Namen der ersten Lokomotive der Bauart benannt wurden und lediglich eine Durchnummerierung der Lokomotiven erfolgte.
Durch Neubauserien, für die neue Serienbuchstaben benötigt wurden, wurden nach 1871 die für die Bahnstrecke Roskilde–Korsør gebauten Crampton-Lokomotiven der Serien Roeskilde, Thor, Skirner und H. C. Ørsted mehrfach umgezeichnet.
Die jeweilige Nummernzuordnung erfolgt in der Reihenfolge der ursprünglichen Loknamen.
| Baureihe        | Namen | Nummer ab 1871                | Baujahr                       | Ausmuste- rung | Baureihe bei DSB                        | erhaltene Lokomotiven | Bemerkungen                                                                                 |
| --------------- | --- | ----------------------------- | ----------------------------- | -------------- | --------------------------------------- | --- | ------------------------------------------------------------------------------------------- |
| Odin 1–5        | Odin, Kjøbenhavn, Sjælland, Danmark, Korsør                                                                                           | A 1, A 3, A 4                 | 1846–1847                     | 1861–1888      | –                                       | | Details siehe gesonderte Tabelle                                                            |
| Thor 6–9        | Thor, Njord, Baldur, Fenris | B 6–B 9                       | 1854                          | 1872–1876      | –                                       | | Details siehe gesonderte Tabelle                                                            |
| Skirner 10–11   | Skirner, Vidar | C 10, C 11                    | 1855                          | 1881           | –                                       | | Details siehe gesonderte Tabelle                                                            |
| Roeskilde 12–15 | Roeskilde, Ringsted, Sorø, Slagelse                                                                                                   | –                             | 1854                          | 1864–1871      | –                                       | |                                                                                             |
| H. C. Ørsted 16 | H. C. Ørsted 16 | –                             | 1858                          | 1877           | –                                       | | Details siehe gesonderte Tabelle                                                            |
| A               | Rolf, Roar, Bjarke, Helge | A 1–4                         | 1876–1877                     | 1917–1929      | AS 201–204                              | |                                                                                             |
| B               | |                               | Umzeichnungen 1871 und später | 1917–1929      |                                         | | B2, B 6–B 11, B 60 siehe gesonderte Tabelle                                                 |
| B (I)           | Tjalfe, Roskva, Vaulundur, Rimfaxe, Yrsa                                                                                              | B 56–60, 80–81                | 1879, 1889                    | 1901–1918      | BS (I) 291–295, 289, 290                | | BS 290 1918 an Nørre Nebel-Tarm Jernbane (NTJ) verkauft, als Nr. 7 bis 1926 im Einsatz.     |
| B (II)          | | B 85–88                       | 1891                          | 1901–1918      | BS (II) 285–288                         | | BS 285–288 1918 an Varde–Grindsted Jernbane verkauft, dort als Nr. 1–4 bis 1930 im Einsatz. |
| C               | Thor, Baldur, Fenris, Saga, Askur, Embla, Norne, Urda, Gylfe, Gere, Freke, Odin                                                       | C 6, 8–9, 14, 41–48           | 1875–1877                     | 1898–1929      | CS 249, 238–248                         | CS 246: Danmarks Jernbanemuseum |                                                                                             |
| D               | Vale, Frigga, Skade, Sigyn, Nanna, Fylla                                                                                              | D 5, 12–13, 38–40             | 1870                          | 1917–1927      | DS 211–213, 208–210                     | |                                                                                             |
| E               | Freja, Ydun, Gerda, Gefion, Hermod, Mimer, Hertha, Dan, Sleipner, Surtur, Valkyrien, Ymer, Tyr, Thrym, Skrymer, Brage, Hødur, Mjølner | E 20–37                       | 1863–1871                     | 1899–1910      | ES 220–237                              | |                                                                                             |
| F               | Njord, Skirner, Vidar, Rota, Vanadis, Sif, Uller, Magne                                                                               | F 7, 10, 11, 49–55, 61, 77–79 | 1883, 1885, 1888              | 1925–1933      | FS 257, 260, 258, 259, 250–256, 261–263 | FS 265: Danmarks Jernbanemuseum | F 7, F 10 und F 11 siehe gesonderte Tabelle, nur F 7, 10–11 und 49–53 hatten Namen.         |
| G               | Stærkodder, Skjold, Loke, Heimdal, Ægir                                                                                               | G 15–19                       | 1858–1866                     | 1895–1897      | GS 215–219                              | |                                                                                             |
| H               | Hugin, Munin, Heidrun, Draupner, Gungner, Alsved, Arvak                                                                               | H 62–70, 82–84, 94–96         | 1873–1902                     | 1933–1972      | HS 362–370, 372, 373, 371, 374–376      | Nur H 64–70 hatten Namen. 1893 wurde eine weitere Lokomotive als DSB HS 377 direkt ausgeliefert. HS 363: Danmarks Jernbanemuseum HS 368: Nordsjællands Veterantog |                                                                                             |
| I               | | I 61–63                       | Umzeichnung 1876              | 1876–1888      | –                                       | | 1876 aus A 1, A 3, A 4 umgezeichnet                                                         |
| K               | | K 71–76, 97–99                | 1886, 1893                    | 1925–1934      | KS 271–279                              | KS 273: Danmarks Jernbanemuseum |                                                                                             |
| L               | | L 89–91                       | 1891                          | 1928–1934      | LS 296–298                              | |                                                                                             |
| M               | | M 92                          | 1892                          | 1931           | MS 361                                  | 1895 umgezeichnet in Ms 361 |                                                                                             |

## Umzeichnung der Crampton-Lokomotiven
| Baureihe        | Namen                                   | Nummer ab 1871  | Nummer ab 1875 | Nummer ab 1876     | Nummer ab 1879 | Bemerkungen                | Ausmusterung             |
| --------------- | --------------------------------------- | --------------- | -------------- | ------------------ | -------------- | -------------------------- | ------------------------ |
| Odin 1–5        | Odin Kjøbenhavn Sjælland Danmark Korsør | A 1 – A 3 A 4 – |                | I 61 – I 62 I 63 – |                |                            | 1876 1861 1882 1888 1864 |
| Thor 6–9        | Thor Njord Baldur Fenris                | B 6 B 7 B 8 B 9 |                |                    | – F 7 – –      |                            | 1876 1881 1876 1872      |
| Skirner 10–11   | Skirner Vidar                           | C 10 C 11       | B 10 B 11      |                    | F 10 F 11      |                            | 1881                     |
| H. C. Ørsted 16 | H. C. Ørsted                            | C 2             | B 2            | B 60               |                | 1863 in Nr. 2 umgezeichnet | 1877                     |